# Claes Dircksz. van der Heck
Claes Dircksz. van der Heck (Alkmaar, tussen ca. 1595 en ca. 1600 – aldaar, begraven 31 januari 1649) was een Noord-Nederlands schilder en tekenaar.

## Levensloop
Hij was een zoon van de bakker Dirck Claesz. van der Heck en zijn vrouw Grietgen Harmansdr. Hij was een achterneef van Claes Jacobsz. van der Heck, die ook schilder in Alkmaar was. Ook was hij een kleinzoon van Neeltgen van Heemskerck, de zus van de schilder Maarten van Heemskerck.
Over het leven van de schilder is verder weinig bekend. Hij werd in 1635 lid van het Alkmaars Sint-Lucasgilde. Ook moet hij een kind gehad hebben, dat op 22 oktober 1646 werd begraven in de Grote Kerk in Alkmaar. Van der Heck zelf werd op 31 januari 1649 begraven eveneens in de Grote Kerk in Alkmaar.

## Verwarring
De Oostenrijkse kunsthistoricus Theodor von Frimmel verwarde Van der Heck met zijn achterneef Claes Jacobsz. van der Heck. Het gevolg hiervan is dat in sommige naslagwerken de werken van Claes Jacobsz. toegeschreven worden aan Claes Dircksz. van der Heck. De fout werd in 1943 rechtgezet door de historicus Dick Wortel. Hij concludeert dat Claes Dircksz. van der Heck bij leven maar twee keer in de archieven vermeld wordt en hij – vergeleken met zijn achterneef – als schilder van weinig betekenis moet zijn geweest.